# にっぽんインキュベーション
株式会社にっぽんインキュベーション（代表取締役社長：アンセム・ウォン）は、東京都に本社を置く会社。
アジア開発キャピタル株式会社の子会社。
中国福建省福州市にて「HonMono」ジャパンフードタウン運営・管理。
「HonMono」ジャパンフードタウンは、サンフンカイフィナンシャルグループ一員の大洋百貨集団有限公司の協力のもと、親会社アジア開発キャピタル株式会社グループの投資、運営、管理にて、中国福建省福州市の福州中城大洋百貨 7Fフロア全体を使用して運営。
その他、子会社（クリアスエナジーインベストメント株式会社）は、マレーシアにおけるバイオマス燃料事業を手掛ける。

## 沿革
- 2012年 - 株式会社デザイア設立
- 2017年
  - 10月 - 株式会社にっぽんインキュベーションに商号変更。
  - 11月 - 沖縄県那覇市、ロワジールホテル那覇にて開催された「沖縄・福建 経済貿易協力交流会」（主催：沖縄県、福建省人民政府）に参加し、当社グループが企画運営を行う中国福建省福州市の「大洋百貨」における日本食総合レストラン街「ジャパンフードタウン」事業「HonMono」に関する協力合意書調印式を執り行った。
- 2018年4月 - ジャパンフードタウン事業「HonMono」開業